# Человек науки, человек веры
«Человек науки, человек веры» (англ. Man of Science, Man of Faith) — первая серия второго сезона и двадцать шестая в общем счёте американского телесериала «Остаться в живых». Эпизод был снят Джеком Бендером, сценарий написан Деймоном Линделофом. Премьера состоялась 21 сентября 2005 года на телеканале ABC. До 11-й серии 6-го сезона «Долго и счастливо» у этого эпизода была самая большая аудитория в США. Центральным персонажем в четвёртый раз за сериал становится Джек Шепард. Игнорируя его предостережения, Локк и Кейт проникают внутрь люка, что приводит к непредсказуемым последствиям.

## Сюжет

### Воспоминания
В госпиталь Святого Себастьяна, где работал Джек, привезли двоих пациентов, попавших в автокатастрофу, — его будущую жену Сару и Адама Рутерфорда, отца Шеннон. Джек решил в первую очередь оказать медицинскую помощь Саре. В результате она выжила, а Рутерфорда спасти не успели. Когда Сара пришла в сознание, Джек не стал скрывать от неё тот факт, что, скорее всего, она потеряла способность ходить. К Джеку пришёл жених Сары, с которым она должна была пожениться через 8 месяцев, но узнав, что Сара будет, вероятнее всего, прикована к инвалидному креслу, он решил уйти, не навестив её. Вечером после операции Джек пошёл на стадион, чтобы пробежка помогла ему справиться с эмоциями. Там он разговорился с незнакомым ему человеком и рассказал о Саре. В ответ незнакомец посоветовал ему самому никогда не терять надежды на чудо. Сказав на прощание, что его зовут Десмонд, он ушёл со словами «увидимся в следующей жизни». Вернувшись в больницу, Джек навестил Сару и рассказал, что, несмотря на операцию, она останется частично парализована на всю жизнь. Однако девушка, пошевелив пальцами ног, доказала ему обратное.

### События
Проснувшись в каком-то помещении, некто ввел в компьютер какую-то комбинацию, затем под музыку сделал зарядку, приготовил завтрак и поставил себе инъекцию препарата RX. Внезапно он услышал звук взрыва. Выключив музыку и вооружившись, неизвестный с помощью системы зеркал увидел лица Джека и Локка, склонившиеся над открытым люком.
Тем временем снаружи Джек посоветовал своим товарищам дождаться утра и только тогда продолжить обследовать люк. Локк, тем не менее, испытывал нетерпение и считал, что необходимо проникнуть в бункер немедленно. Кейт поддержала его, хотя и нашла отлетевшую крышку люка с надписью «карантин» на внутренней стороне. В это время в пещерах Шеннон и Саид ушли в лес искать убежавшего пса Винсента. Бегая по зарослям, они разделились. Оставшись в одиночестве, Шеннон услышала шёпот, затем увидела призрак Уолта, который посоветовал ни в коем случае не нажимать на кнопку, но Шеннон его не поняла, так как он говорил задом наперёд. Когда её нашёл Саид, Уолт уже исчез.
Пока Хёрли и Джек возвращались в лагерь, толстяк поведал о числах, выгравированных на стене люка, однако доктор не поверил его убеждению в том, что они прокляты. В пещерах Джек рассказал спасшимся, что люк взорван, и пообещал, что им ничего не угрожает, пока они будут держаться все вместе. Затем появился Локк с мотком кабеля в руке — он собирался немедленно спуститься в люк. Кейт пошла вместе с ним и проникла внутрь люка первая. Неожиданно Локка ослепила яркая вспышка света, а когда он погас, девушка исчезла.
Тем временем Джек взял пистолет и тоже отправился к люку. Ни Локка, ни Кейт рядом с ним не было, поэтому Джек спустился внутрь и пошёл по внутреннему коридору. Ключ от кейса пристава, который доктор носил на шее, потянулся к стене, словно испытывая влияние магнитного притяжения. Когда он добрался до внутреннего помещения, внезапно включился свет и заиграла громкая музыка (песня «Make Your Own Kind of Music» в исполнении Касс Эллиотт). В помещении Джек увидел компьютер, но едва он притронулся к нему, появился Локк и посоветовал ничего не трогать. Взявшись за оружие, доктор спросил, куда делась Кейт. Локк не ответил, и в этот момент обитатель бункера приставил к его виску пистолет. Локк попросил Джека бросить оружие, а незнакомец пригрозил пристрелить старика, если Джек не послушается. Джек отказался, а когда незнакомец вышел на свет, увидел, что это Десмонд, тот самый человек, которого несколько лет назад он встретил на стадионе.

## Интересные факты
- Джек Шепард до острова встретился с Десмондом, а также видел отца Шеннон, Адама, перед его смертью.
- В названии серии описывается два героя сериала. Человек науки — это Джек, а человек веры — Локк. С этой серии началось их противостояние.
- Во второй серии показаны те же события, что и в первой, но глазами Локка, а не Джека.
- В этой серии ничего не было известно о судьбе Майкла, Сойера и Джина, но Шеннон увидела в лесу Уолта, а возможно — его призрак.

## Номинации
- Эпизод был номинирован на премию «Эмми» в категории «Лучшая киносъемка одной камерой для драматического сериала»

## Роли второго плана
- Джон Терри — Кристиан Шепард
- Джули Боуэн — Сара